# Aeroporto Internacional de Penang
Aeroporto internacional de Penang é um aeroporto internacional em George Town, capital do estado malaio de Penang. O aeroporto está localizado no extremo sudeste da Ilha de Penang, 16 km (9,9 milhas) ao sul do centro da cidade, e atende a segunda maior conurbação do país.

## História
O aeroporto, então denominado Aeroporto Internacional Bayan Lepas, foi concluído em 1935, quando Penang fazia parte da colônia da coroa britânica dos Estabelecimentos dos Estreitos.
Na década de 1970, foi realizada uma grande ampliação do aeroporto, durante a qual foi construído um terminal com arquitetura Minangkabau e a pista ampliada para acomodar o Boeing 747, então o maior avião a jato de passageiros. Após a conclusão das obras de expansão em 1979, o aeroporto foi renomeado como Aeroporto Internacional de Penang.
Embora a expansão planejada tenha sofrido atrasos devido à pandemia de COVID-19, em 2023, o Ministério dos Transportes federal aprovou uma alocação de RM93 milhões para facilitar a aquisição de terrenos e o desenvolvimento de infraestrutura para a expansão do aeroporto.

## Operações
O Aeroporto Internacional de Penang é o terceiro aeroporto mais movimentado do país em termos de tráfego de passageiros, depois do Aeroporto Internacional de Kuala Lumpur e do Aeroporto Internacional de Kota Kinabalu, e movimenta a segunda maior tonelagem de carga de todos os aeroportos da Malásia, depois do Aeroporto Internacional de Kuala Lumpur.